# Ralf Kinder

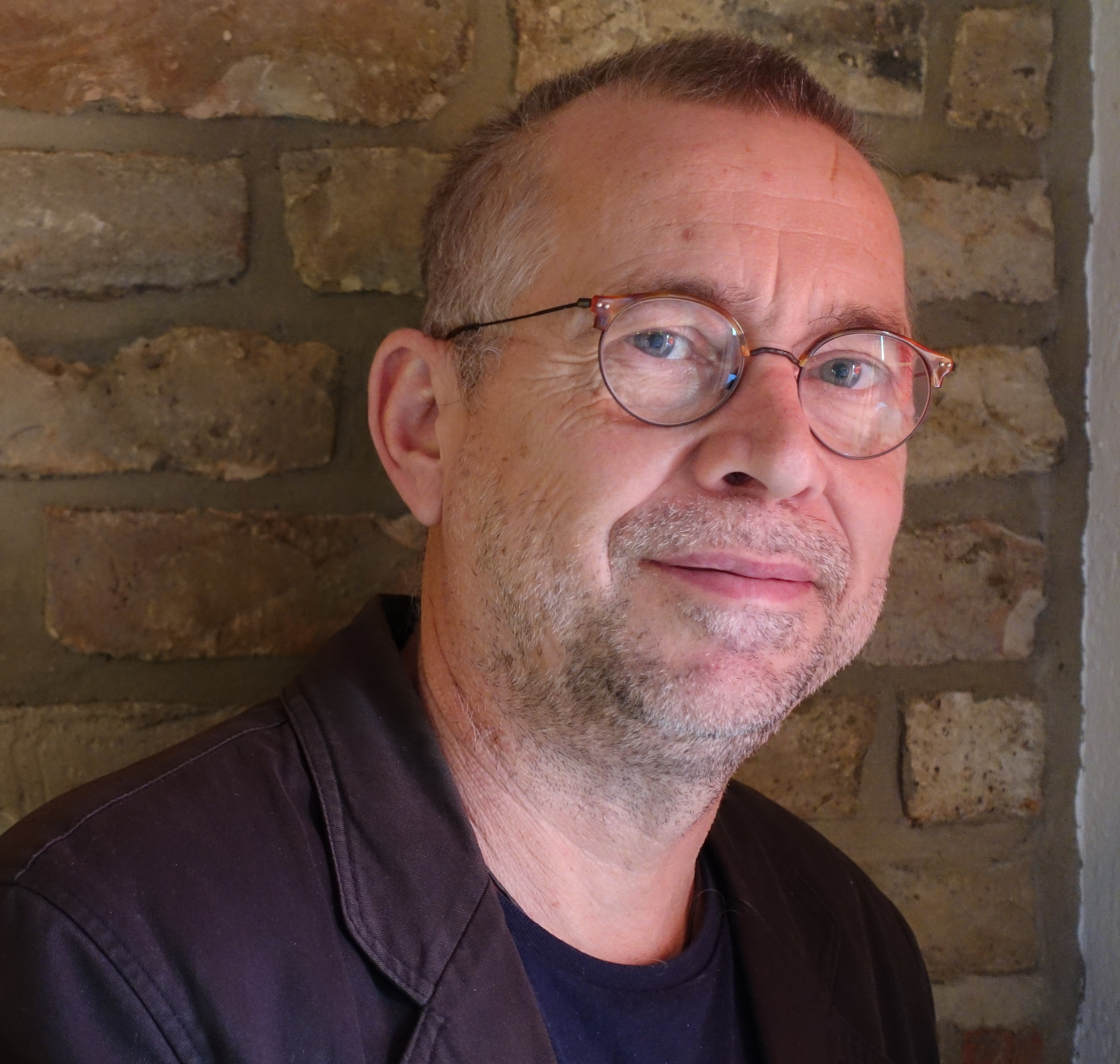
Ralf Kinder im Jahr 2021

Ralf Kinder (* 1966 in Ost-Berlin) in ein deutscher Drehbuchautor.
Kinder studierte von 1987 bis 1991 Schauspielregie an der Hochschule für Schauspielkunst „Ernst Busch“ Berlin. 1990 war er als Gastlehrer an der Schauspielschule Rostock tätig. Von 1991 bis 1995 arbeitete er als freier Theaterregisseur. Ab 1998 war er Cheflektor bei SAT.1, seit 2001 ist er als freier Autor, Script Consultant und Berater tätig. Ralf Kinder schreibt hauptsächlich Drehbücher für Krimiserien. Er ist verheiratet und lebt in der Uckermark.

## Filmografie als Drehbuchautor (Auswahl)
- 2000–2001: HeliCops – Einsatz über Berlin (Fernsehserie, 2 Folgen)
- 2004–2006: SOKO Köln (Fernsehserie, 5 Folgen)
- 2006: Da kommt Kalle (Fernsehserie, 7 Folgen)
- 2007: SOKO Rhein-Main (Fernsehserie, Folge Nichts geht mehr)
- 2008–2016: Küstenwache (Fernsehserie, 13 Folgen)
- 2010: Pfarrer Braun: Schwein gehabt! (Fernsehreihe)
- 2011: Buschpiloten küsst man nicht (Fernsehfilm)
- 2014–2015: Der Alte (Fernsehserie, 5 Folgen)
- seit 2015: Die Füchsin (Fernsehreihe)
  - 2015: Dunkle Fährte
  - 2017: Spur auf der Halde
  - 2018: Spur in die Vergangenheit
  - 2019: Im goldenen Käfig
  - 2019: Schön und tot
  - 2021: Treibjagd
  - 2021: Romeo muss sterben
  - 2023: Alte Sünden
- seit 2017: Der Staatsanwalt (Fernsehserie)